# Alatna (rivière)
La rivière Alatna est un cours d'eau d'Alaska, aux États-Unis. Elle traverse le parc national et réserve des Gates of the Arctic et est réputée pour être une des plus belles rivières des États-Unis.
Elle prend sa source dans la chaîne Brooks, traverse les montagnes Endicott, les pics Arrigetch et le lac Takahula avant d'entrer dans les collines Helpmejack. La dernière partie de la rivière coule au sud sud-est au travers des collines Alatna, jusqu'à son confluent avec la rivière Koyukuk, près du petit village d'Allakaket.
Les premiers quarante kilomètres de la rivière sont rocheux et peu profonds, suivis par une section de rapides. Sa profondeur s'accroît ensuite au travers de la forêt boréale. La rivière fait 233 kilomètres (145 mi) de long.
Cette rivière est appréciée pour les promenades nautiques, à cause de son faible courant et de la beauté des paysages qui l'entourent.

## Référence
- (en) Cet article est partiellement ou en totalité issu de l’article de Wikipédia en anglais intitulé « Alatna River » (voir la liste des auteurs).
- (en) « Alatna (rivière) », Geographic Names Information System